# Карштедт
Карштедт (нім. Karstädt) — громада в Німеччині, розташована в землі Бранденбург. Входить до складу району Прігніц.
Площа — 252,18 км2. Населення становить 5944 ос. (станом на 31 грудня 2020).

## Демографія
- Динаміка населення з 1875 року в сучасних кордонах (Синя лінія: населення; Пунктир: відносна порівняльна динаміка населення землі Бранденбург; Сірий фон: період Третього рейху; Помаранчевий фон: період НДР)
- Динаміка населення (синя лінія) і прогнози

| Рік  | Населення |
| ---- | --------- |
| 1875 | 8 338     |
| 1890 | 8 054     |
| 1910 | 8 800     |
| 1925 | 9 172     |
| 1939 | 8 914     |
| 1950 | 13 168    |
| 1964 | 10 125    |

| Рік  | Населення |
| ---- | --------- |
| 1971 | 10 012    |
| 1981 | 9 480     |
| 1985 | 9 332     |
| 1990 | 9 015     |
| 1995 | 8 395     |
| 2000 | 7 808     |
| 2005 | 7 038     |

| Рік  | Населення |
| ---- | --------- |
| 2010 | 6 376     |
| 2015 | 5 983     |
| 2016 | 6 013     |
| 2017 | 5 989     |
| 2018 | 5 943     |
| 2019 | 5 967     |
| 2020 | 5 944     |

Джерела даних вказані на Wikimedia Commons.

## Галерея

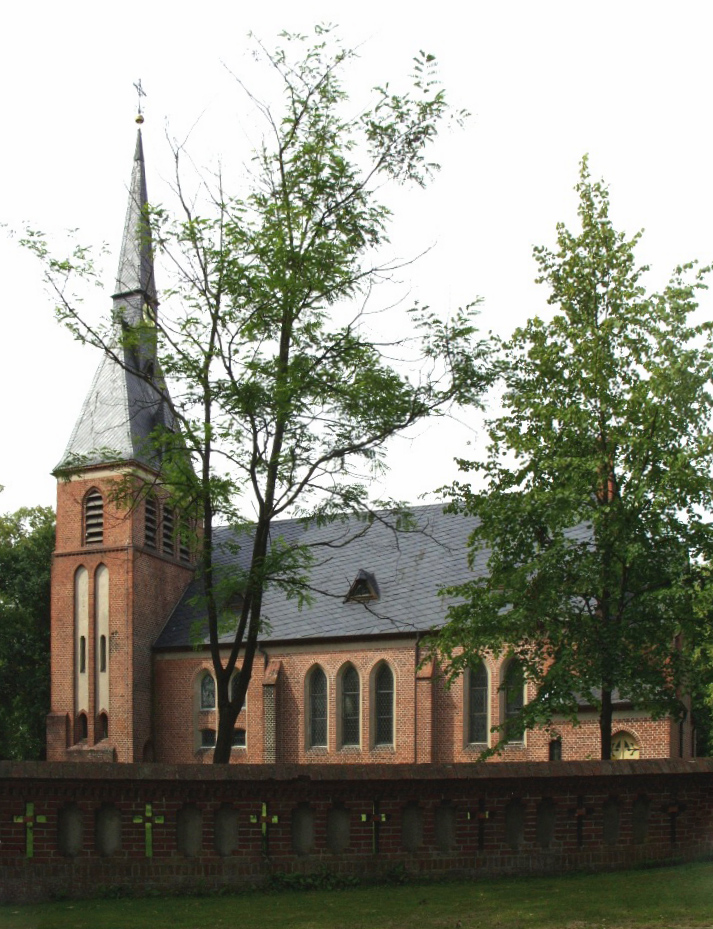
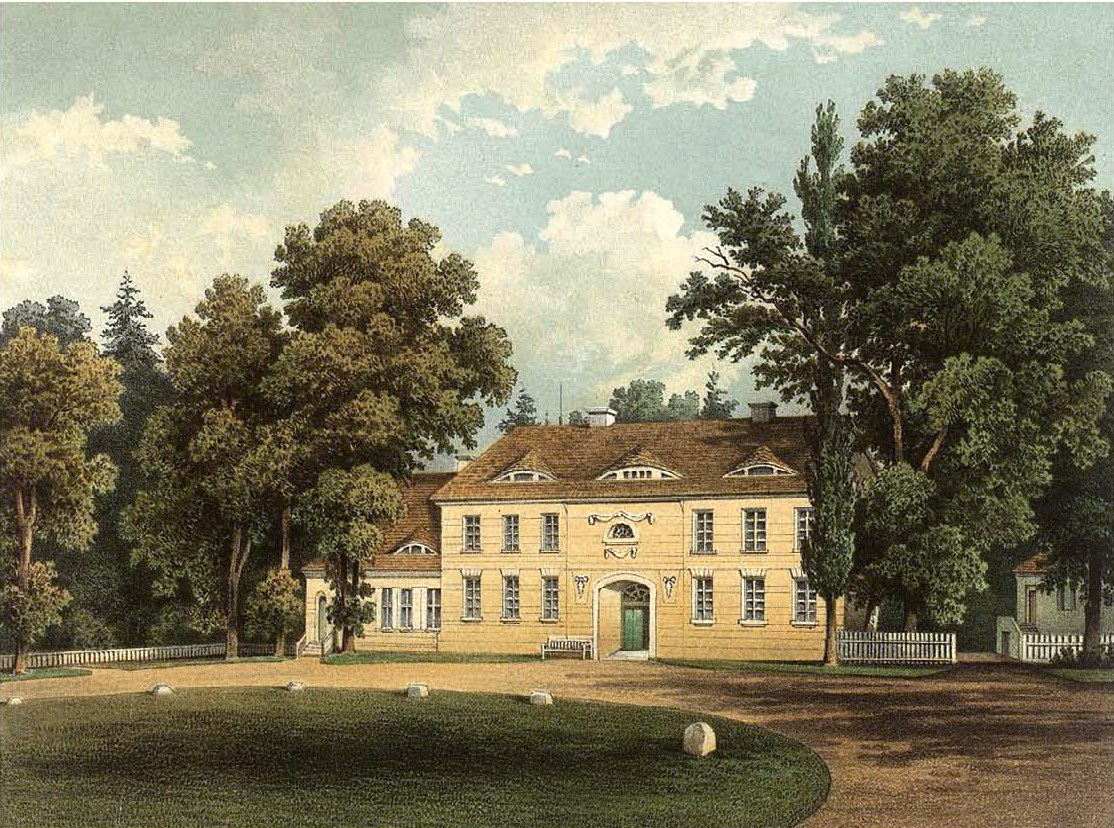
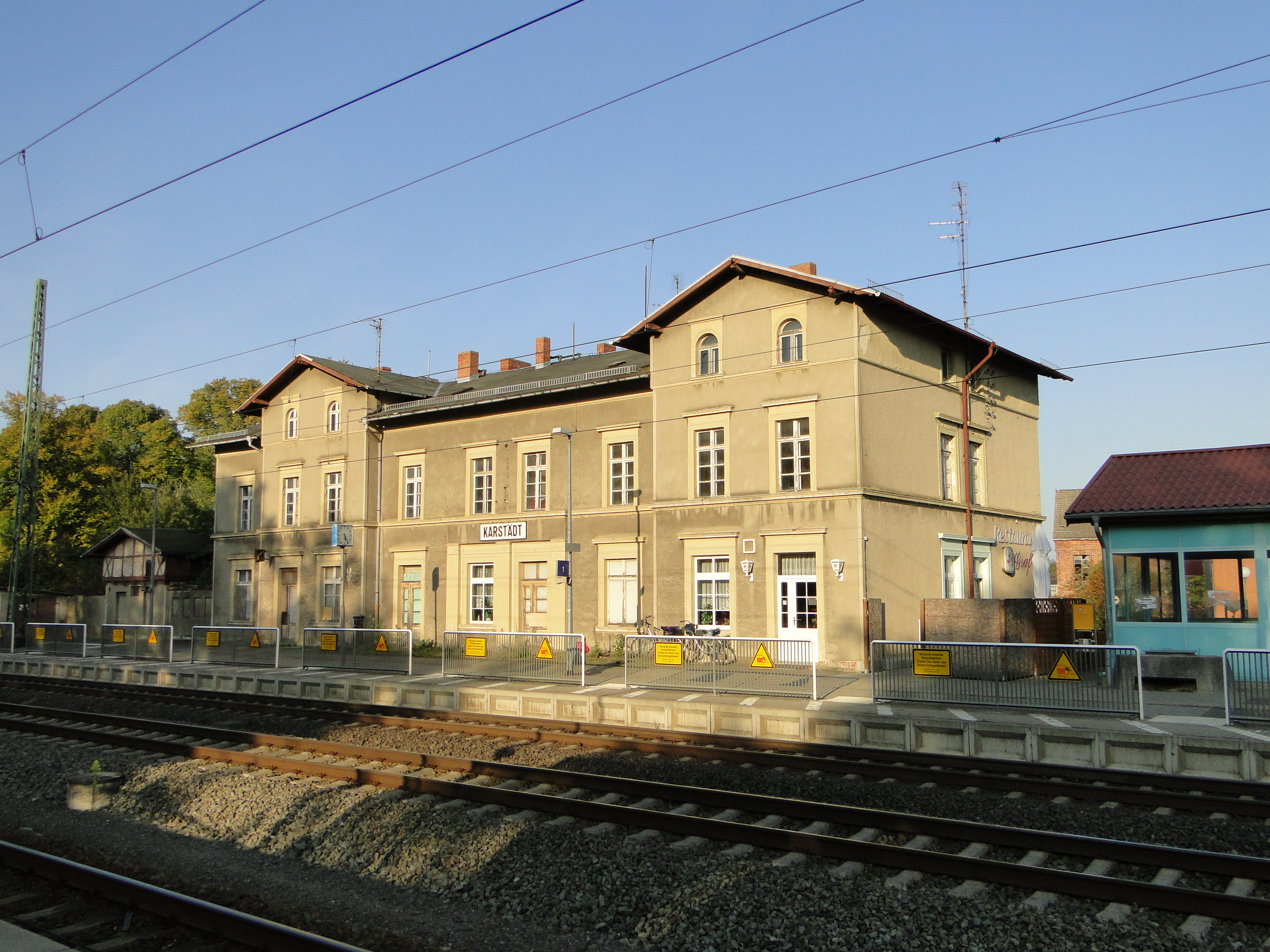